# Rajko Bundalo
Rajko Bundalo (Hašani, 1949.) je hrvatski kazališni, televizijski i filmski glumac.

## Životopis
Rođen je 1949. godine u selu Hašani, u današnjoj BiH. Gimnaziju je završio u Banjoj Luci. Diplomirao je na Akademiji dramske umjetnosti u Zagrebu. 
Od 1972. godine stalni je član ansambla Zagrebačkog kazališta mladih.
Dobitnik je nagrade Udruženja dramskih umjetnika za najbolju mušku glavnu ulogu u Hrvatskoj (Vladoje Sabljak,u Orgijama monaha, Janka Polića Kamova u režiji Božidara Violića). Nastupao je na festivalima: Dubrovačke ljetne igre, Splitsko ljeto, šibenski Festival djeteta, Male i eksperimentalne scene u Sarajevu, Sterijino pozorje u Novom Sadu, na riječkom i vinkovačkom festivalu. Gostovao je s matičnom kućom po Hrvatskoj, u Sloveniji, Italiji, Njemačkoj, Rusiji, Kolumbiji i Venezueli. Igrao je u TV serijama (U registraturi, Jelenko…), televizijskim filmovima i dramama (Prijatelji, Oko, Debeli lad…). Snimao je na radiju poeziju i brojne radio-drame. Igrao je u filmu Je li jasno, prijatelju? i Olujni jahači (francuski film). 
Osim glumačke karijere, razvio je i bogatu duhovnu aktivnost vodeći više od 400 radio-emisija duhovne tematike na Radio Velika Gorica. Kao autor knjiga vjerske i duhovne tematike tiskao je i sedam vlastitih knjiga.

## Filmografija

### Televizijske uloge
- "TIN: 30 godina putovanja" kao Milenko Vesnić (2017.)
- "Dosije" (1986.)
- "Zamke" kao šofer džipa (1983.)
- "Nepokoreni grad" (1982.)
- "Velo misto" kao partijac s naočalima (1981.)
- "Jelenko" kao Ivin otac Marko Sršen (1980.)
- "Punom parom" kao gitarist (1978.)
- "U registraturi" kao Marko (1974.)

### Filmske uloge
- "Sretni završeci" kao svećenik (2014.)
- "Najpametnije naselje u državi" (kratki film) (2009.)
- "Je li jasno, prijatelju?" kao profesor (2000.)
- "Olujna noć" (1987.)
- "Jahači oluje" kao ruski vojnik (1984.)
- "Poglavlje iz života Augusta Šenoe" (1981.)
- "Oko" kao Jura (1978.)
- "Debeli 'lad" kao Luka (1978.)
- "Harmonika" (1977.)
- "Bombaški proces" (1977.)
- "Reakcionari" (1975.)
- "Harmonika" (1972.)
- "Luda kuća" kao Eugen Radanec (1972.)
- "Prijatelji" (1972.)

## Vanjske poveznice
|  | Wikicitati imaju zbirke citata o temi Rajko Bundalo |

- Rajko Bundalo u internetskoj bazi filmova IMDb-u (engl.)
- Stranica na ZKM.hr  Arhivirana inačica izvorne stranice od 11. listopada 2011. (Wayback Machine)